# Чебоксарська фізико-математична школа-інтернат
Чебоксарська фізико-математична школа-інтернат (повна назва  - Чебоксарська школа-інтернат з поглибленого вивчення математики й обчислювальної техніки №2, коротко ФМШ-2, або ЧШИ-2) — фізико-математична школа при ЧДУ.
Розташування: 24, вул. Урукова, м. Чебоксари, Чуваська АРСР, РРФСР, СРСР.

## Основні відомості
В школу надходили за підсумками співбесіди з фізики та математики. Успішно закінчили сім класів шкільної програми хлопці і дівчата в літні канікули проходили тестування. В кожному році набирали учнів на 6 класів.
Випускник школи надходили до вищих навчальних закладів та військові училища Москви, Казані, Чебоксар, Ленінграда, Горького та інших міст Радянського Союзу.

## Історія
Школа була відкрита при Чуваському державному університеті імені І. Н. Ульянова
Школу закрили в 1981 році. Причина - припинення фінансування через те, що мало випускників школи вступають в Чуваська державний університет.
Нині на місці школи працює педагогічний колледж.

## Директора школи
1. В. А. Русин (до 1981 року)

## Викладачі школи
1. Фізика:
  1. Александрова Тамара Василівна
  2. Миколаїв Владислав Миколайович
  3. Хромова Алла Яківна
2. Математика:
  1. Буряк Галина Василівна
  2. Гриценко Галина Яківна
  3. Степанова Маргарита Іванівна
3. Хімія:
  1. Шерстньова Зоя Леонідівна
4. Русскій мова / література:
  1. Ірина Олександрівна
  2. Пахат Зоя Федорівна
  3. Слепова (Єгорова) Людмила Павлівна
5. Чуваська мова / література:
  1. Антонова Зоя Серафимівна, канд. філ.наук
6. Фізкультура:
  1. Поляков Євген Олександрович
7. Музика:
  1. Михайлов Анатолій Михайлович, композитор.

## Знамениті випусник школи
- Свєшніков Володимир Васильович - депутат Держради Чуваської Республіки.
- Сильвестров Василь Васильович - доктор фізико-математичних наук, професор [1]
- Іванов Олексій Васильович, бізнесмен, засновник і керівник студії «Аксар» [2].

## Цікаві факти
Випусник школи та викладачі неформально зустрічаються щорічно в першу суботу серпня. Місце збору - школа.

## Дивись також
- Ліцей-гімназія при Чуваському державному університеті
- Аліковська середня школа імені І. Я. Яковлева